# Frederick Brooks
Frederick Phillips Brooks, Jr. (n. 19 aprilie 1931, Durham, Carolina de Nord, SUA – d. 17 noiembrie 2022, Chapel Hill, Carolina de Nord, SUA) a fost un inginer software și informatician american, cunoscut ca manager al dezvoltării sistemului de operare IBM OS/360. Brooks a descris experiența ca manager al acestui proiect în cartea The Mythical Man-Month (în română Legendara lună-om). Printre numeroasele distincții care i-au fost acordate de-a lungul timpului, Brook a primit, în 1999, Premiul Turing.